# Kaleköy, Çağlayancerit
Kale là một xã thuộc huyện Çağlayancerit, tỉnh Kahramanmaraş, Thổ Nhĩ Kỳ. Dân số thời điểm năm 2010 là 848 người.